# Collège d'Europe

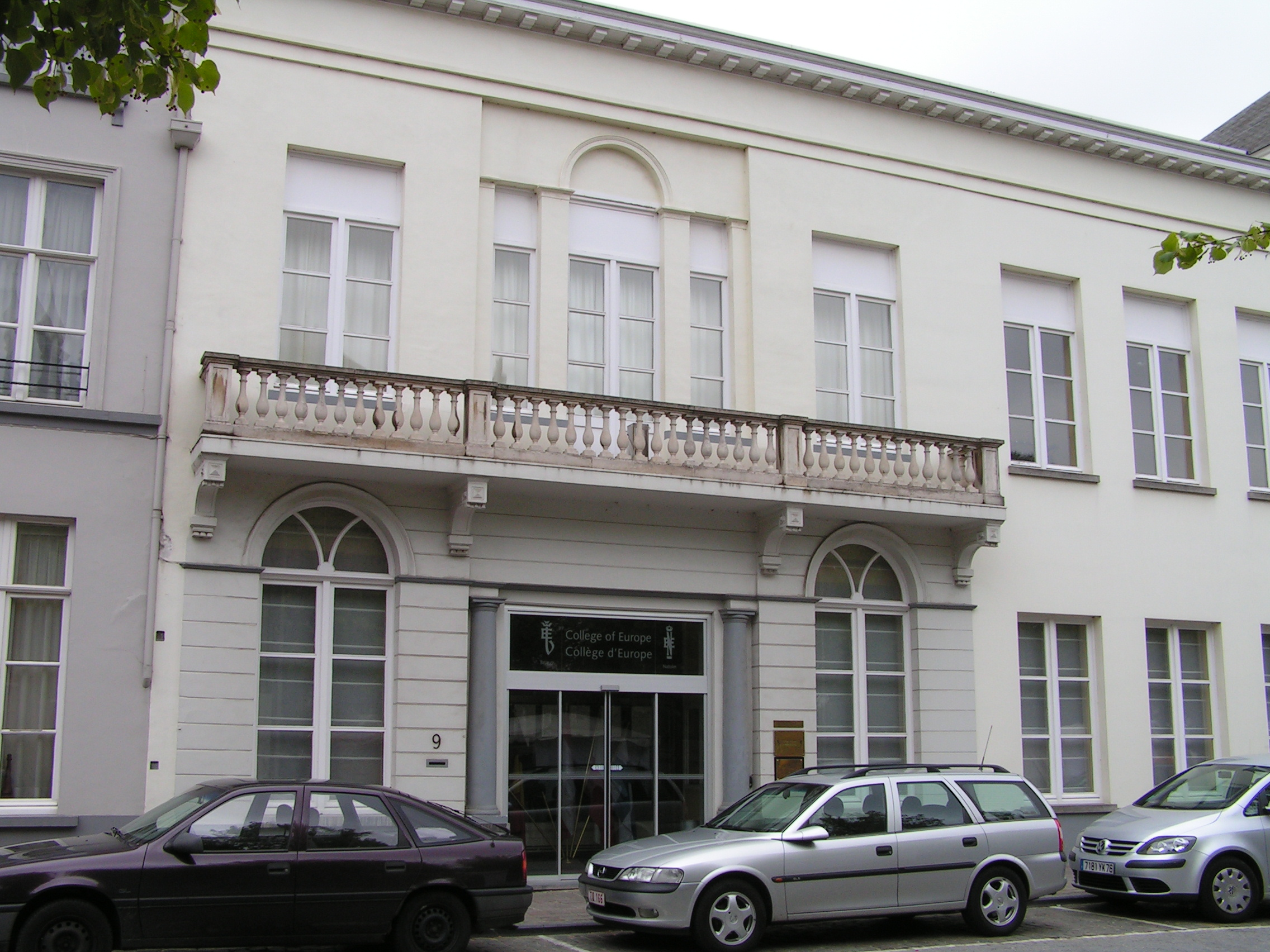
Dijver, bâtiment principal du Collège d'Europe.

Le Collège d'Europe (en anglais : College of Europe) est un établissement d'enseignement supérieur de droit privé belge (fondation d'utilité publique) situé à Bruges (Belgique), à Natolin (Varsovie) en Pologne, et à Tirana (Albanie) à partir de 2024, et fondé en 1949.
Le Collège est spécialisé dans la formation aux matières liées aux affaires européennes.
Un grand nombre de personnalités politiques, diplomates, académiques et économistes de haut rang ont fait leurs études au Collège d'Europe, notamment l'ancienne Première ministre danoise Helle Thorning-Schmidt, l'ancien vice-Premier ministre du Royaume-Uni, Nick Clegg et l'ancien vice-président puis président (par intérim en 1999) de la Commission européenne, Manuel Marín. Les étudiants originaires de plus de 50 pays sont choisis à l'issue d'une procédure très sélective par une commission d'admission qui coopère avec les ministères des Affaires étrangères des pays européens. Plus de 70 % des étudiants bénéficient de bourses d'études complètes ou partielles, octroyées par des gouvernements ou des fondations privées. Les langues de travail du collège sont l'anglais et le français.
Les nombreuses similitudes avec l'École nationale d'administration, en France, ont tendance à faire dire du Collège d'Europe qu'il représente une « ENA européenne ».
L'enseignement dispensé au Collège d'Europe est fortement spécialisé et professionnalisé, l'objectif étant de former des « professionnels de l'Europe ». La formation est dès lors presque exclusivement orientée vers l'apprentissage des savoirs et des savoir-faire caractéristiques des activités administratives, juridiques, politiques, économiques et diplomatiques en rapport avec les affaires européennes.

## Histoire
Le Collège d'Europe est fondé en 1949 par des figures de proue européennes telles que le diplomate espagnol antifranquiste Salvador de Madariaga, l'homme d'Etat britannique Winston Churchill, le dirigeant belge Paul-Henri Spaak et le Président du Conseil italien Alcide De Gasperi [réf. nécessaire] dans le sillage du congrès de La Haye de 1948.
Sa création remonte au congrès de La Haye de 1948 lorsque Salvador de Madariaga, homme d’État espagnol, penseur et écrivain exilé, propose de fonder un collège où de jeunes diplômés universitaires issus de différents pays d'Europe pourraient venir étudier et vivre ensemble. Un comité d'habitants de Bruges, enthousiasmés par le projet, parvient, sous la conduite du révérend père Karel Verleye, à le faire s'établir dans leur ville afin de rendre à la cité - la « Venise du Nord » - son rayonnement européen d'antan.
L'universitaire néerlandais Hendrik Brugmans, un des chefs de file intellectuels du Mouvement européen à l’époque, en devint le premier recteur et façonna de manière décisive l'institution au cours de son mandat (1950-1972).
Après la chute du communisme et les changements survenus en Europe centrale et orientale, le Collège d'Europe installa en 1992 un second campus à Natolin (Varsovie) en Pologne avec le soutien de la Commission européenne et du gouvernement polonais.
Depuis lors, le collège opère selon la formule « un collège - deux campus », et ce que l'on nommait précédemment l'esprit de Bruges est devenu l'esprit du Collège.
Un troisième campus ouvre à Tirana, la capitale de l'Albanie, en 2024.

## Organisation

### Administration

#### Recteurs
Le recteur, dirige et coordonne l'ensemble des activités du Collège d'Europe.
- Hendrik Brugmans (1906-1997) (1949-1971)
- Jerzy Łukaszewski (°1924) (1972-1990)
- Werner Ungerer (°1927) (1990-1993)
- Gabriel Fragnière (°1934) (1993-1995)
- Otto von der Gablentz (1930-2007) (1996-2001)
- Piet Akkermans (1942-2002) (2001-2002)
- Robert Picht (1937-2008) (ad interim 2002-2003)
- Paul Demaret (°1942) (2003-2013)
- Jörg Monar (°1960) (2013-2020)
- Federica Mogherini (°1973) (depuis 2020)

#### Vice-recteur (campus de Natolin)
Le vice-recteur est responsable de l'administration et gestion du quotidien du campus de Natolin (quartier du Sud de Varsovie).
- Ettore Deodato (1993)
- David W. Lewis (1994-1996)
- Jacek Saryusz-Wolski (1996-1999)
- Piotr Nowina-Konopka (1999-2004)
- Robert Picht (ad interim) (2004-2005)
- Robert Picht (2005-2007)
- Ewa Ośniecka-Tamecka (en) (depuis 2007)

### Campus
Le Collège dispose de trois campus, à Bruges, Natolin et Tirana.
À Bruges, deux espaces distincts sont réservés aux cours, conférences et évènements. Le premier est le site du Dijver. Ce bâtiment accueille les bureaux de l'administration du Collège, un espace salon servant à l'accueil des nouveaux étudiants et à certains évènement, le service informatique et une bibliothèque.
Le second site, plus récent, est celui de Verversdijk. Il accueille deux amphithéâtres et des salles de cours, un espace d'étude et une bibliothèque chinoise inaugurée en 2014 en présence du président chinois Xi Jinping,.

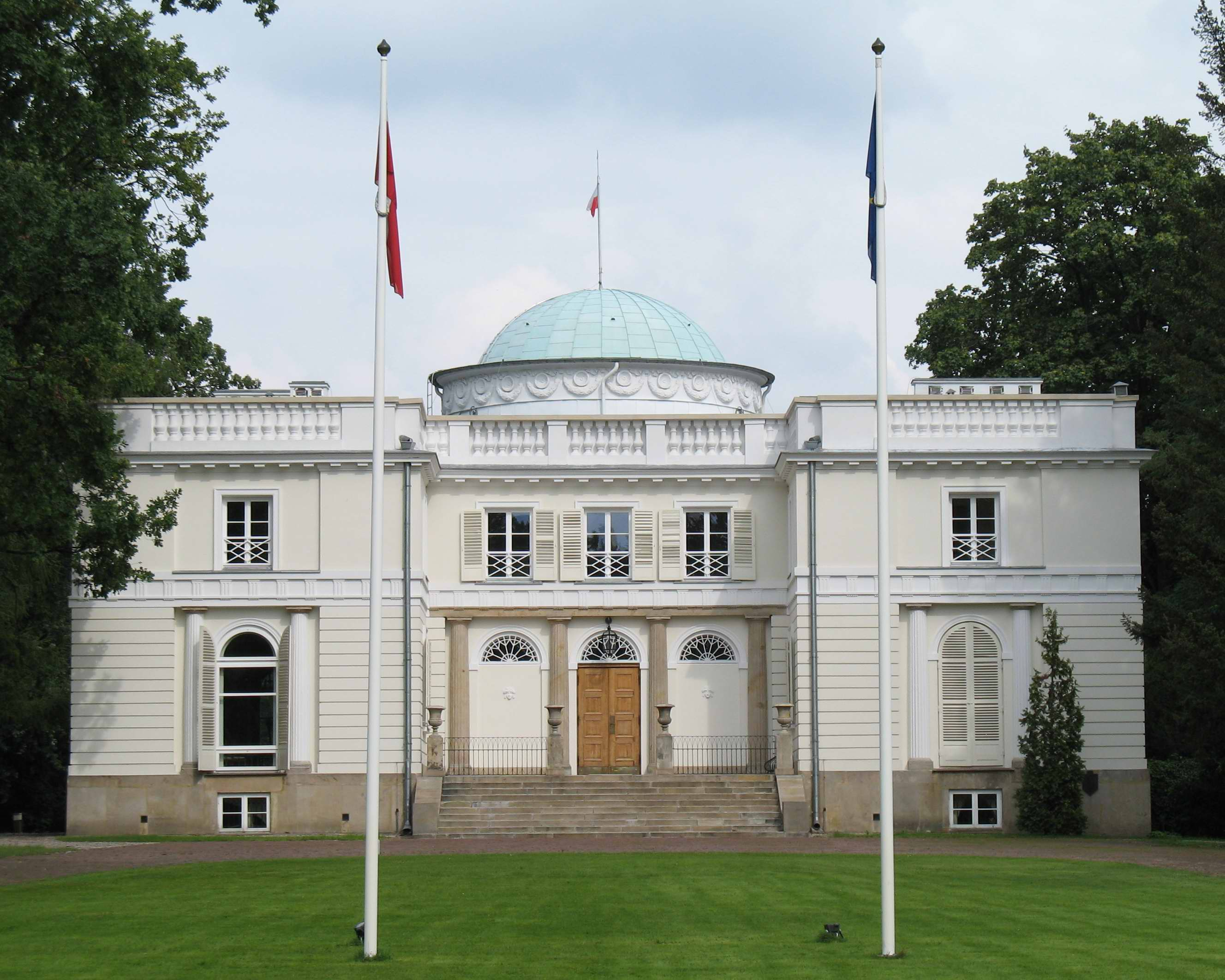
Bâtiment principal de Natolin.
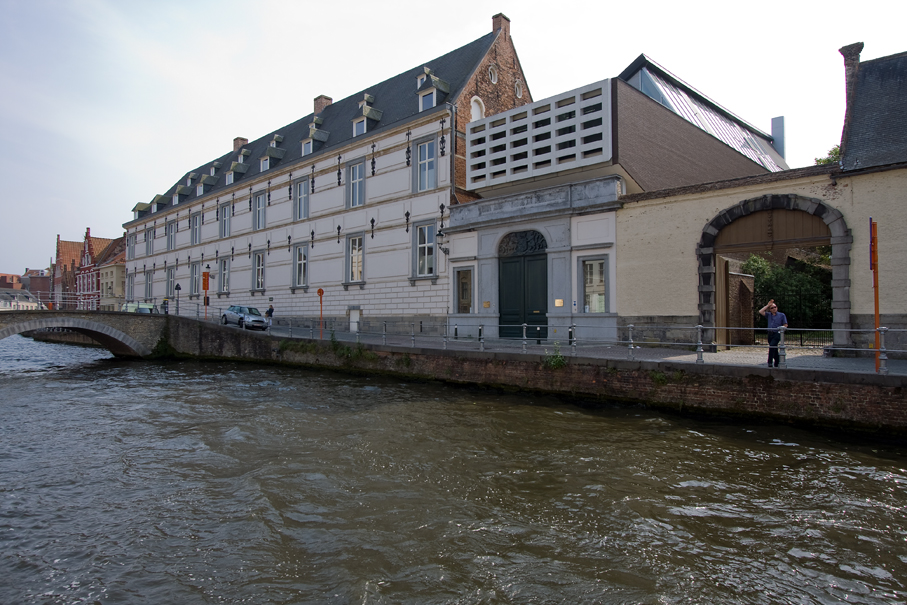
Verversdijk, bâtiment le plus récent du campus de Bruges.
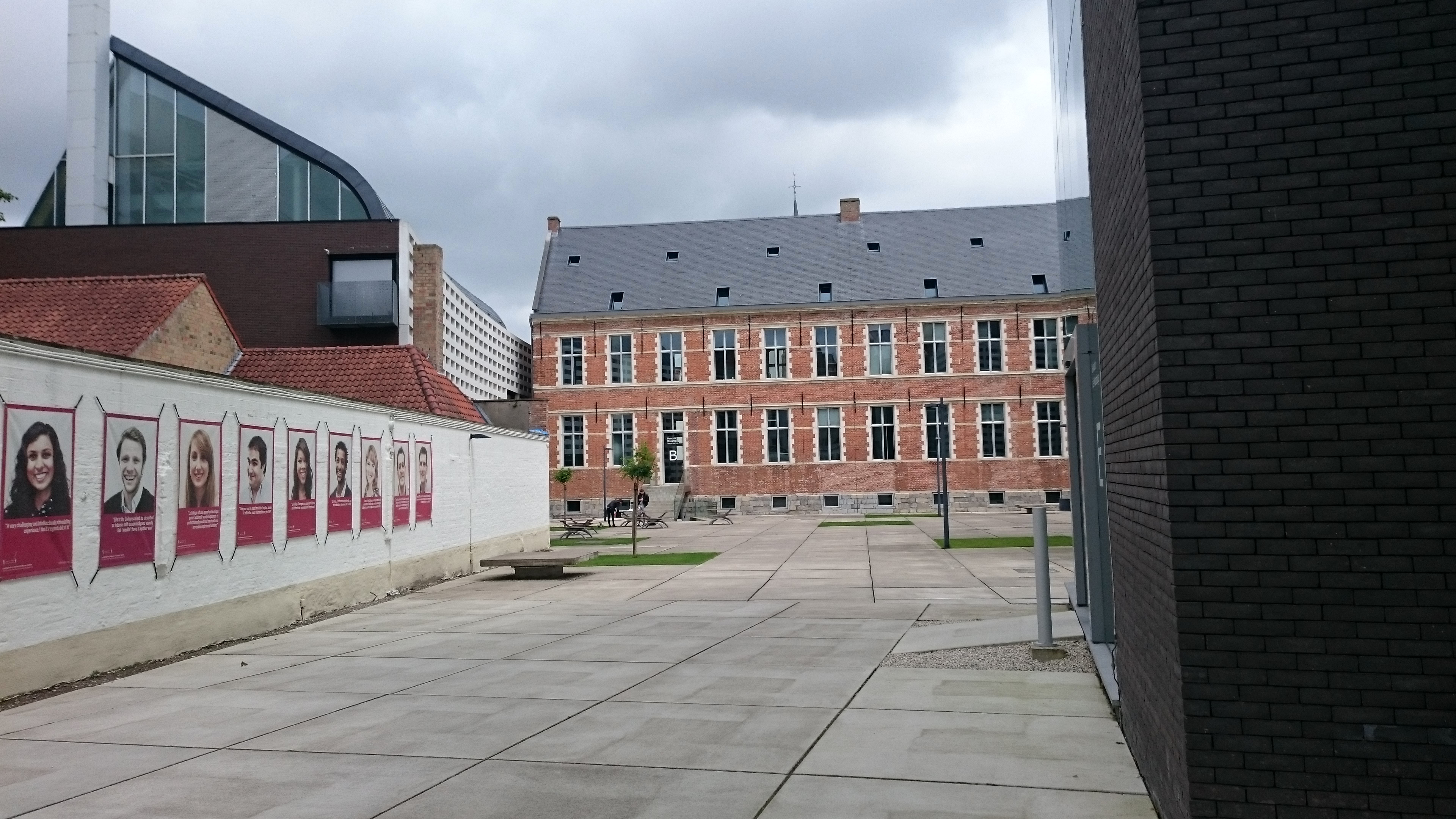
Intérieur du campus de Verversdijk.

### Résidences
Le Collège d'Europe dispose de plusieurs résidences étudiantes :
- Biskajer, située Biskajersplein ;
- Garenmarkt, qui accueille la cantine, située dans la rue du même nom ;
- Gouden Hand, qui accueille le bar étudiant, dont l'entrée principale est située Gouden-Handrei ;
- Karel Verleye;
- Oliebaan ;
- Oude Zak ;
- Sint-Joris ;

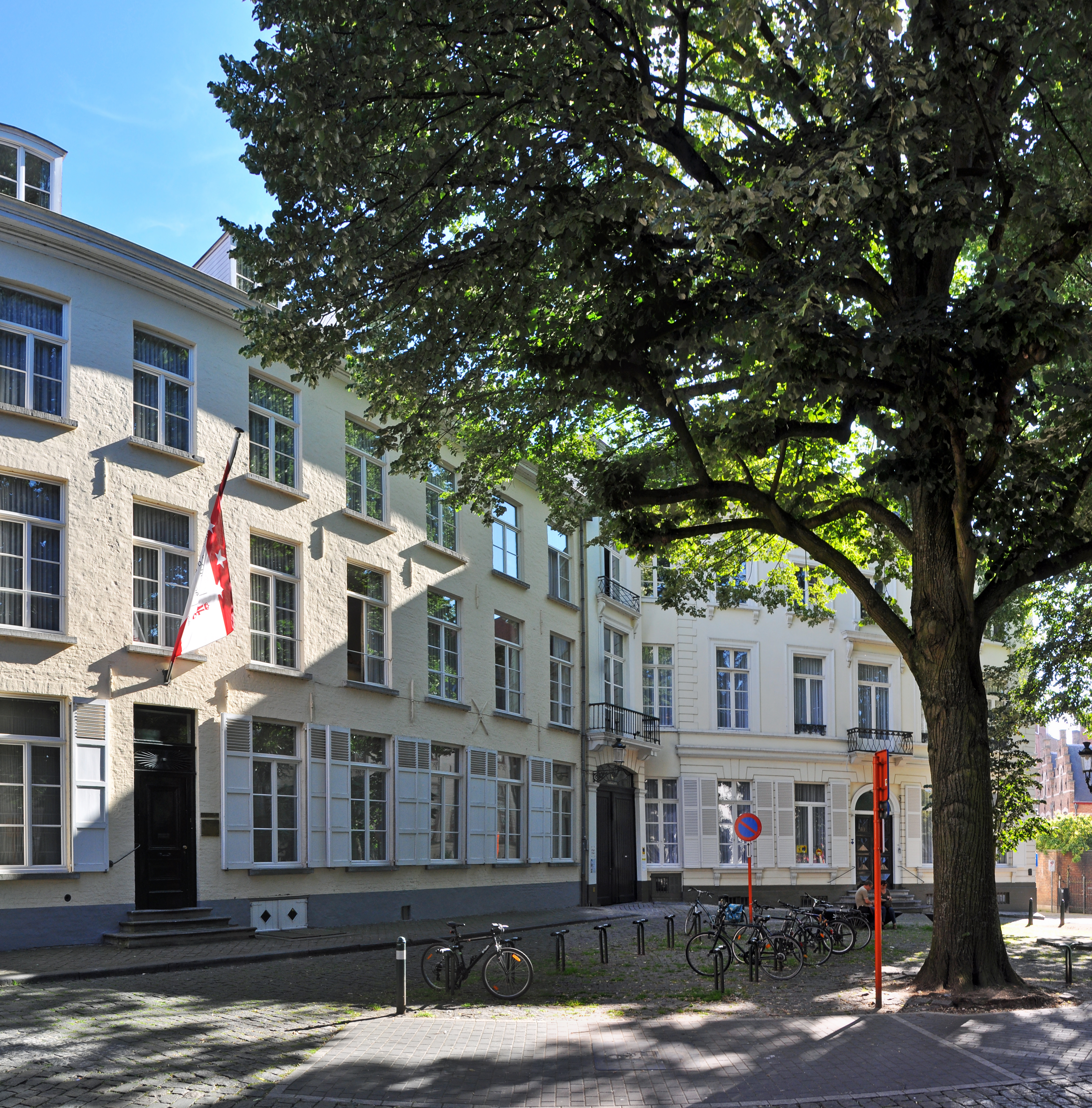
La résidence de Biskajer.
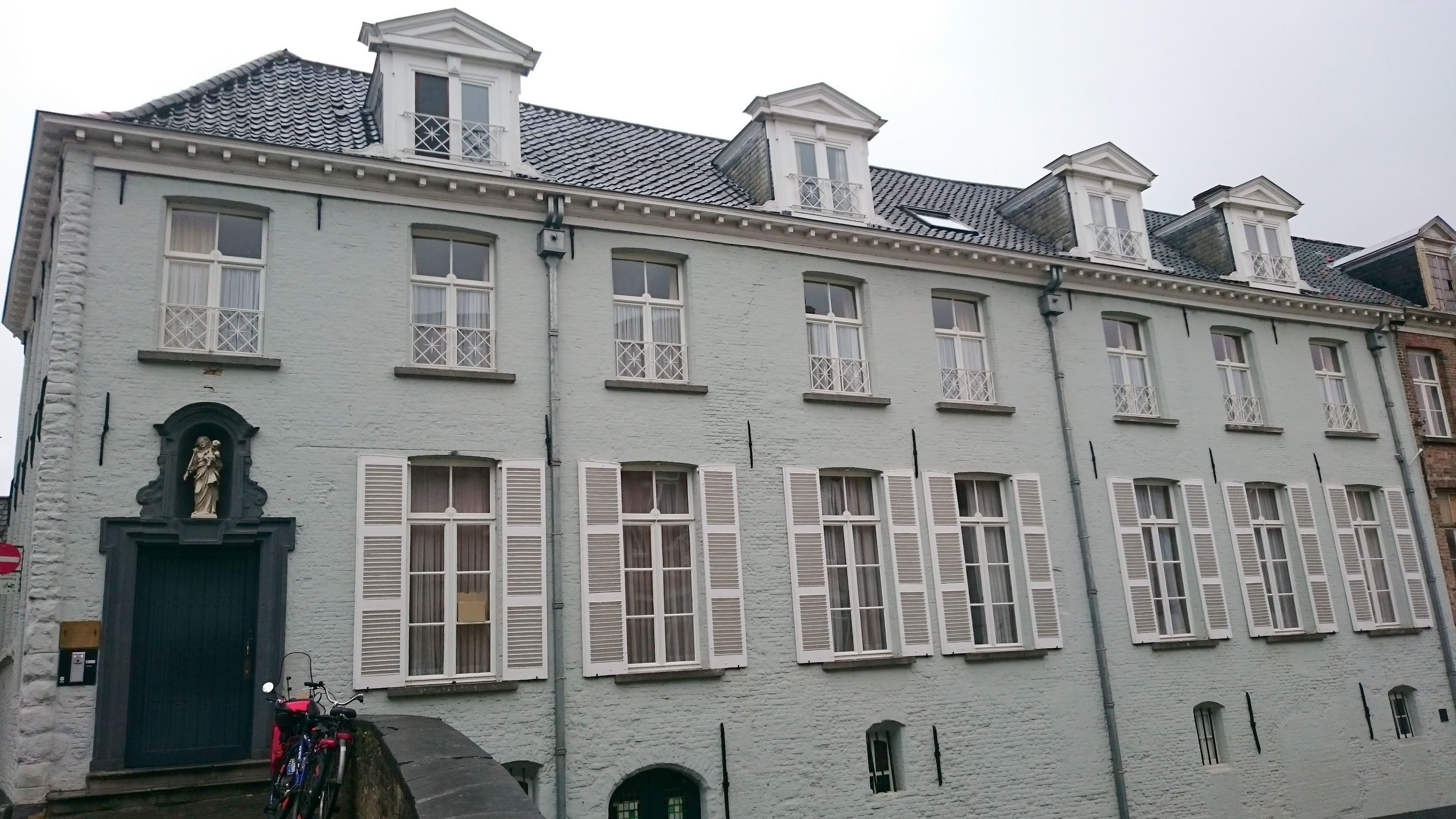
La résidence de Gouden-Hand.

## Programmes d'études

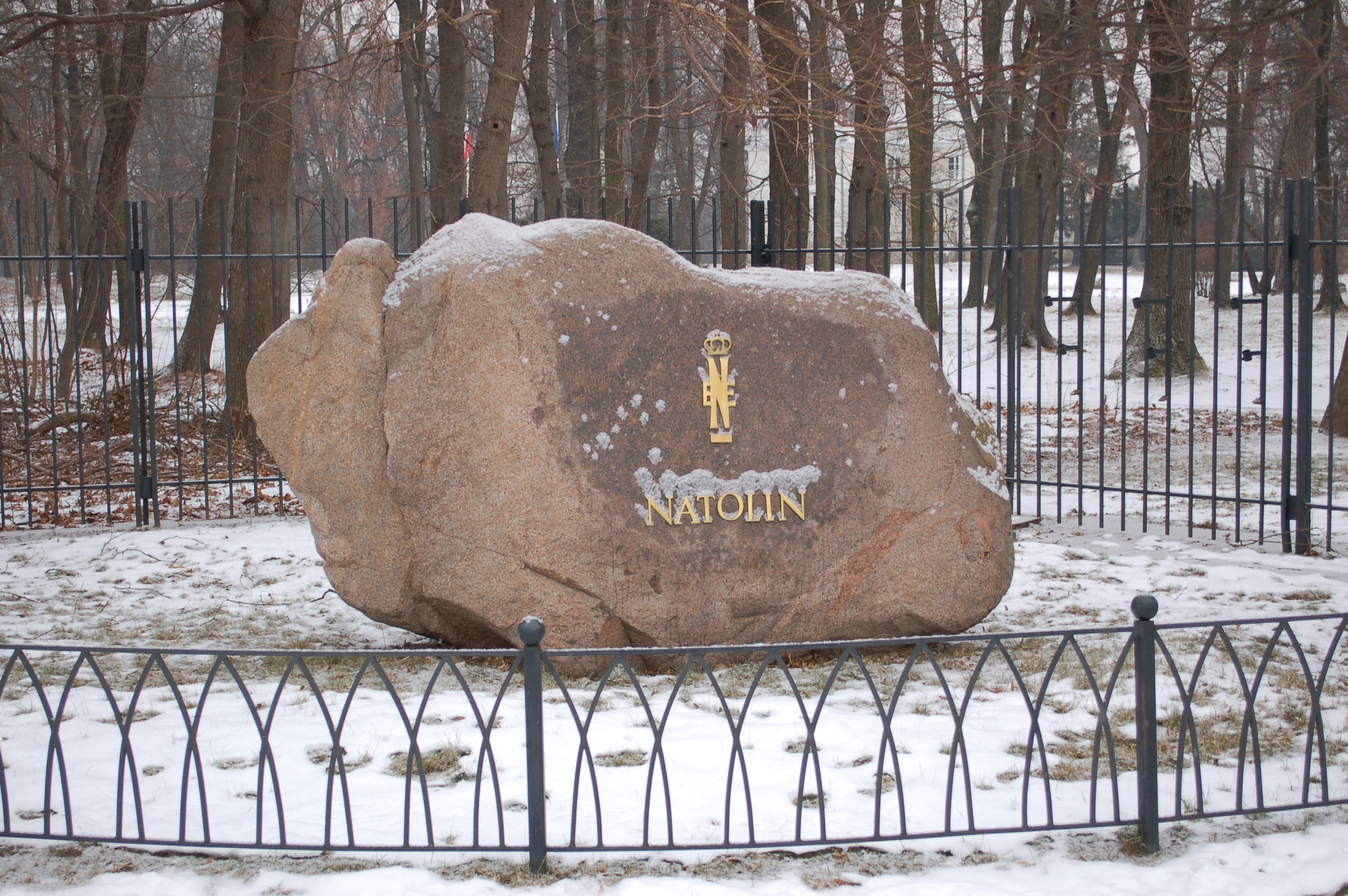
Entrée du campus de Natolin

Chaque programme d'études dure 10 mois (de septembre à juin) et correspond à un total de 66 crédits (ECTS). Les examens ont lieu au mois de décembre et à la fin du mois de mai. Les programmes académiques du Collège d'Europe sont accrédités par l'organisation d'accréditation flamande-néerlandaise (NVAO).

### Campus deBruges
- Master en politique et administration européenne, qui devient à partir de 2016-2017 le master en études politiques et gouvernance européenne (POL)

- Master en droit européen (LL.M.) (LAW)
- Master en économie européenne (ECO)
- Master en relations internationales et diplomatiques de l'Union européenne (IRD)Plaque à l'entrée du Collège.

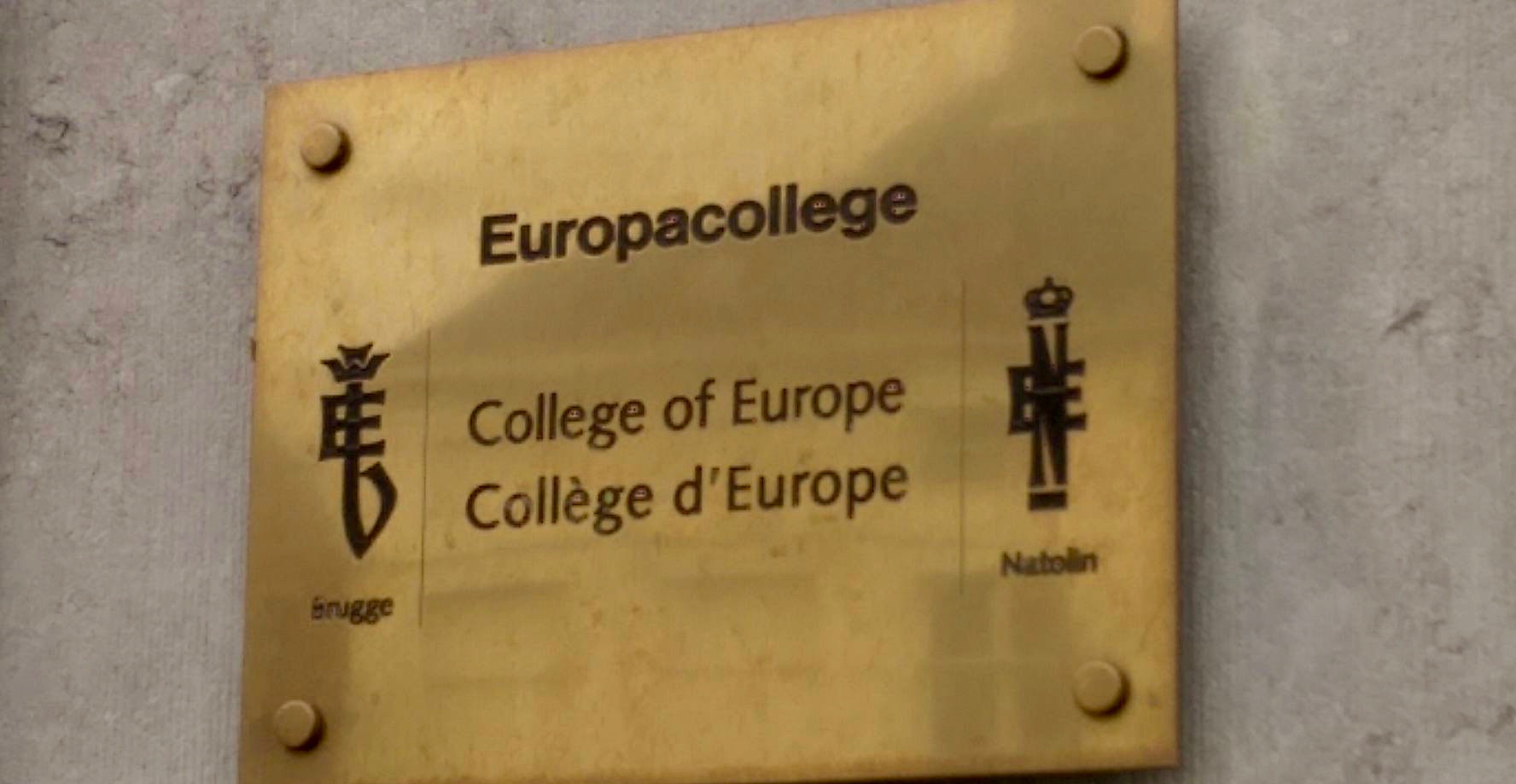
Plaque à l'entrée du Collège.

### Campus deNatolin(Varsovie)
- Master en études européennes interdisciplinaires (EIS)[21]

### Campus deTirana
- Master en transformation et intégration européenne[22]

A Bruges et Natolin, il existe par ailleurs un programme en affaires transatlantiques, le Master of Arts in Transatlantic Affairs (MATA), conjoint pendant deux ans avec la Fletcher School of Law and Diplomacy de l'université Tufts à Medford, Massachusetts aux États-Unis.

## Promotions
Le Collège d'Europe a pour tradition de nommer chacune de ses promotions après un illustre européen. Une autre tradition consiste à faire ouvrir chaque session académique par un personnage européen de haut rang. Parmi les plus célèbres à avoir honoré cette tradition furent Jacques Delors, Valéry Giscard d'Estaing, François Mitterrand, Margaret Thatcher, Simone Veil ou encore Angela Merkel plus récemment.
| Année     | Patron(s)                           | Nombre d'étudiants | Orateur(s)                                                                           |
| --------- | ----------------------------------- | ------------------ | ------------------------------------------------------------------------------------ |
| 2024-2025 | Jacques Delors                      | environ 500        | Ursula von der Leyen (Bruges, Tirana) & Luc Frieden (Natolin)                        |
| 2023-2024 | Madeleine Albright                  | environ 470        | Petr Pavel (Bruges)                                                                  |
| 2022-2023 | David Sassoli                       | environ 470        | Roberta Metsola (Bruges) et Stevo Pendarovski (Natolin)                              |
| 2021-2022 | Éliane Vogel-Polsky                 | 472                | Alexander De Croo (Bruges) et Olha Stefanishyna (Natolin)                            |
| 2020-2021 | Mário Soares                        | 477                | Marcelo Rebelo de Sousa (Bruges) et Svetlana Tikhanovskaïa (Natolin)                 |
| 2019-2020 | Hannah Arendt                       | 471                | Donald Tusk (Bruges)                                                                 |
| 2018-2019 | Manuel Marín                        | 461                | Antonio Tajani (Bruges) & Tibor Navracsics (Natolin)                                 |
| 2017-2018 | Simone Veil,                        | 492                | António Costa (Bruges) & Andrzej Duda (Natolin)                                      |
| 2016-2017 | John Maynard Keynes                 | 467                | Jean-Claude Juncker (Bruges) & Ivanna Klympouch-Tsintsadzé                           |
| 2015-2016 | Frédéric Chopin                     | 438                | Alexander Stubb (Bruges) & Johannes Hahn (Natolin)                                   |
| 2014-2015 | Giovanni Falcone & Paolo Borsellino | 438                | Mariano Rajoy (Bruges)                                                               |
| 2013-2014 | Voltaire                            | 445                | Íñigo Méndez de Vigo (Bruges) & Bronisław Komorowski, président de Pologne (Natolin) |
| 2012-2013 | Václav Havel                        | 441                | Helle Thorning-Schmidt (Bruges) & Vlad Filat (Natolin)                               |
| 2011-2012 | Marie Sklodowska-Curie              | 435                | Giorgio Napolitano (Bruges) & José Manuel Barroso (Natolin)                          |
| 2010-2011 | Albert Einstein                     | 424                | Angela Merkel (Bruges) & Štefan Füle (Natolin)                                       |
| 2009-2010 | Charles Darwin                      | 402                | Jerzy Buzek (Bruges) & Toomas Hendrik Ilves (Natolin)                                |
| 2008-2009 | Marcus Aurelius                     | 376                | Yves Leterme (Bruges) & Hans-Gert Pöttering (Natolin)                                |
| 2007-2008 | Anna Politkovskaïa & Hrant Dink     | 415                | David Miliband (Bruges) & Carl Bildt (Natolin)                                       |
| 2006-2007 | Nicolaus Copernicus                 | 418                | Jean-Claude Juncker (Bruges) & Alexandre Milinkevitch (Natolin)                      |
| 2005-2006 | Ludwig van Beethoven                | 385                | Javier Solana (Bruges) & Viktor Iouchtchenko (Natolin)                               |
| 2004-2005 | Montesquieu                         | 404                | José Manuel Barroso (Bruges) & Josep Borrell Fontelles (Natolin)                     |
| 2003-2004 | John Locke                          | 391                | Joschka Fischer (Bruges) & Danuta Hübner (Natolin)                                   |
| 2002-2003 | Bertha von Suttner                  | 370                | Valéry Giscard d'Estaing (Bruges) & Erhard Busek (Natolin)                           |
| 2001-2002 | Simon Stevin                        | 365                | Aleksander Kwaśniewski (Bruges) & Guy Verhofstadt (Natolin)                          |
| 2000-2001 | Aristoteles                         | 375                | Georges Papandréou (Bruges) & Jan Kułakowski (Natolin)                               |
| 1999-2000 | Wilhelm & Alexander von Humboldt    | 374                | Jacques Delors (Bruges) & Jean-Luc Dehaene (Natolin)                                 |
| 1998-1999 | Leonardo da Vinci                   | 337                | Jean-Luc Dehaene (Bruges) & Prince Philippe de Belgique (Natolin)                    |
| 1997-1998 | Hendrik Brugmans                    | 326                | Antonio Guterres (Bruges) & Ursula Stenzel (Natolin)                                 |
| 1996-1997 | Alexis de Tocqueville               | 319                | Wim Kok (Bruges) & Aleksander Kwaśniewski (Natolin)                                  |
| 1995-1996 | Walter Hallstein                    | 306                | Klaus Hänsch (Bruges) & Jacques Santer (Natolin)                                     |
| 1994-1995 | Ramon Llull                         | 296                | Juan Carlos I d'Espagne (Bruges) & Andrzej Olechowski (Natolin)                      |
| 1993-1994 | Stefan Zweig                        | 263                | Thomas Klestil                                                                       |
| 1992-1993 | Charles IV                          | 264                | Jacques Santer                                                                       |
| 1991-1992 | Wolfgang Amadeus Mozart             | 212                | Flavio Cotti                                                                         |
| 1990-1991 | Hans & Sophie Scholl                | 145                | Richard von Weizsäcker                                                               |
| 1989-1990 | Denis de Rougemont                  | 200                | Jacques Delors                                                                       |
| 1988-1989 | Christopher Dawson                  | 204                | Margaret Thatcher                                                                    |
| 1987-1988 | Altiero Spinelli                    | 178                | François Mitterrand                                                                  |
| 1986-1987 | William Penn                        | 177                | Ruud Lubbers                                                                         |
| 1985-1986 | Christophe Colomb                   | 158                | Felipe González                                                                      |
| 1984-1985 | Madame de Staël                     | 123                | Altiero Spinelli                                                                     |
| 1983-1984 | Jean Rey                            | 133                | Garret FitzGerald                                                                    |
| 1982-1983 | Joseph Bech                         | 122                | Gaston Thorn                                                                         |
| 1981-1982 | Johan Willem Beyen                  | 123                | Bruno Kreisky                                                                        |
| 1980-1981 | Jean Monnet                         | 131                | Simone Veil                                                                          |
| 1979-1980 | Salvador de Madariaga               | 140                | Dries van Agt                                                                        |
| 1978-1979 | Paul-Henri Spaak                    | 130                | Guy Spitaels                                                                         |
| 1977-1978 | Karl Renner                         | 128                | Mario Soares                                                                         |
| 1976-1977 | Peter Paul Rubens                   | 120                | Leo Tindemans                                                                        |
| 1975-1976 | Adam Jerzy Czartoryski              | 101                | Edgar Faure                                                                          |
| 1974-1975 | Aristide Briand                     | 111                | Herman De Croo                                                                       |
| 1973-1974 | Giuseppe Mazzini                    | 92                 | Karl Otto Pöhl                                                                       |
| 1972-1973 | Richard Coudenhove-Kalergi          | 59                 | (Lord) George Brown                                                                  |
| 1971-1972 | Dante Alighieri                     | 58                 | Altiero Spinelli et Hendrik Brugmans                                                 |
| 1970-1971 | Winston Churchill                   | 57                 | Jean Rey et Hendrik Brugmans                                                         |
| 1969-1970 | Guillaume II d'Orange               | 49                 | Albert II de Belgique et Hendrik Brugmans                                            |
| 1968-1969 | Konrad Adenauer                     | 47                 | Robert van Schendel et Hendrik Brugmans                                              |
| 1967-1968 | Comenius                            | 54                 | Alfons de Vreese                                                                     |
| 1966-1967 | George C. Marshall                  | 56                 | Jean Rey et Hendrik Brugmans                                                         |
| 1965-1966 | Thomas More                         | 52                 | Hendrik Brugmans                                                                     |
| 1964-1965 | Robert Schuman                      | 45                 | Salvador de Madariaga et Hendrik Brugmans                                            |
| 1963-1964 | Thomas Paine                        | 48                 | Hendrik Brugmans                                                                     |
| 1962-1963 | August Vermeylen                    | 46                 | Pierre Harmel et Hendrik Brugmans                                                    |
| 1961-1962 | Leibniz                             | 37                 | Hugo Geiger (de) et Hendrik Brugmans                                                 |
| 1960-1961 | Saint-Simon                         | 38                 | Hendrik Brugmans                                                                     |
| 1959-1960 | Sully                               | 43                 | Hendrik Brugmans                                                                     |
| 1958-1959 | Fridtjof Nansen                     | 40                 | Hendrik Brugmans                                                                     |
| 1957-1958 | Henri le Navigateur                 | 40                 | Hendrik Brugmans                                                                     |
| 1956-1957 | Raoul Dautry                        | 36                 | Hendrik Brugmans                                                                     |
| 1955-1956 | Virgile                             | 33                 | Hendrik Brugmans                                                                     |
| 1954-1955 | Alcide De Gasperi                   | 36                 | Hendrik Brugmans                                                                     |
| 1953-1954 | Erasme                              | 39                 | Hendrik Brugmans                                                                     |
| 1952-1953 | Tomáš Garrigue Masaryk              | 40                 | Hendrik Brugmans                                                                     |
| 1951-1952 | Juan Luis Vives                     | 30                 | Hendrik Brugmans                                                                     |
| 1950-1951 | Antoine de Saint-Exupéry            | 35                 | Hendrik Brugmans                                                                     |
| 1949      | Année préparatoire                  | 22                 | Victor Van Hoestenberghe & Salvador de Madariaga                                     |

## Statistiques
L'admission au Collège se fait sur la base d'un recrutement très sélectif organisé par le Collège lui-même, en collaboration avec des comités de sélection nationaux souvent rattachés au ministère des Affaires étrangères ou de l'Éducation.
La moyenne d’âge est de 25 ans, pour une tranche d'âge allant de 21 à 39 ans. Il y a environ 41 % d'hommes et 59 % de femmes. Environ 55 pays sont représentés.
Les diplômés du Collège d'Europe ne finalisent pas toujours leur diplôme par une carrière européenne et beaucoup d'entre eux retournent travailler dans leur État d'origine ou, à moindre mesure, dans le secteur privé.[citation nécessaire]

## Personnalités liées à l'établissement

### Professeurs
- Sylvie Goulard, députée européenne (2009-2017)[31]
- Christian Lequesne, universitaire français [réf. nécessaire]
- Eric de Souza[réf. nécessaire]
- Pierre-Yves Monette, médiateur fédéral de Belgique[réf. nécessaire]
- Sieglinde Gstöhl
- Michele Chang
- Olivier Costa
- Dieter Mahncke
- David O'Keeffe
- Christian de Boissieu
- Herman Van Rompuy
- Julian Priestley (en)
- Jean-Paul Jacqué, ancien directeur du Service juridique du Conseil de l’Union européenne
- Dominique Moisi, titulaire de la chaire de géopolitique européenne à Natolin de 2001 à 2008

### Étudiants
Un grand nombre d'anciens élèves du Collège d'Europe travaillent (ou ont travaillé) aujourd'hui en tant que ministre pour leurs pays respectifs, dans les parlements nationaux et européen, en tant que diplomates ou dans de position de haut rang dans les entreprises et au sein de l'État.
Une liste des anciens des années 1949 à 1999 se trouve dans le livre The College of Europe. Fifty Years of Service to Europe (1999) de Dieter Mahncke, Léonce Bekemans et Robert Picht.
Parmi les anciens élèves du Collège d'Europe à Bruges et Natolin se trouvent (entre autres) :

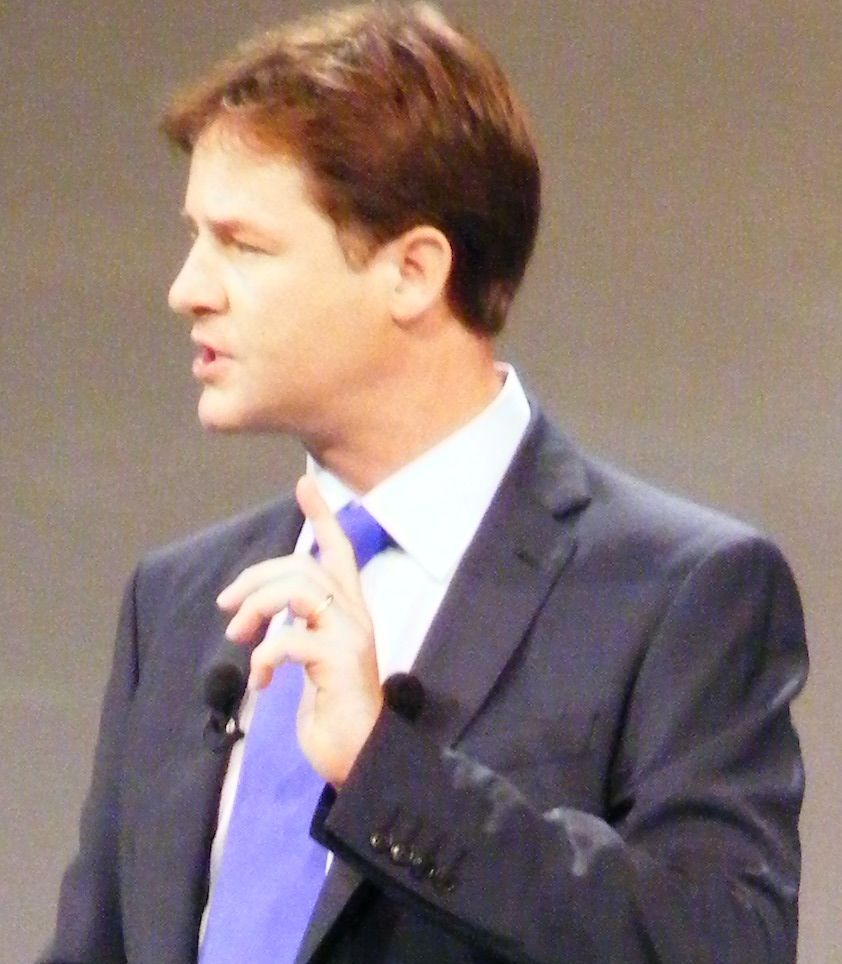
Nick Clegg, vice-Premier ministre du Royaume-Uni (2010-2015), ancien de la promotion Mozart 1991-1992.
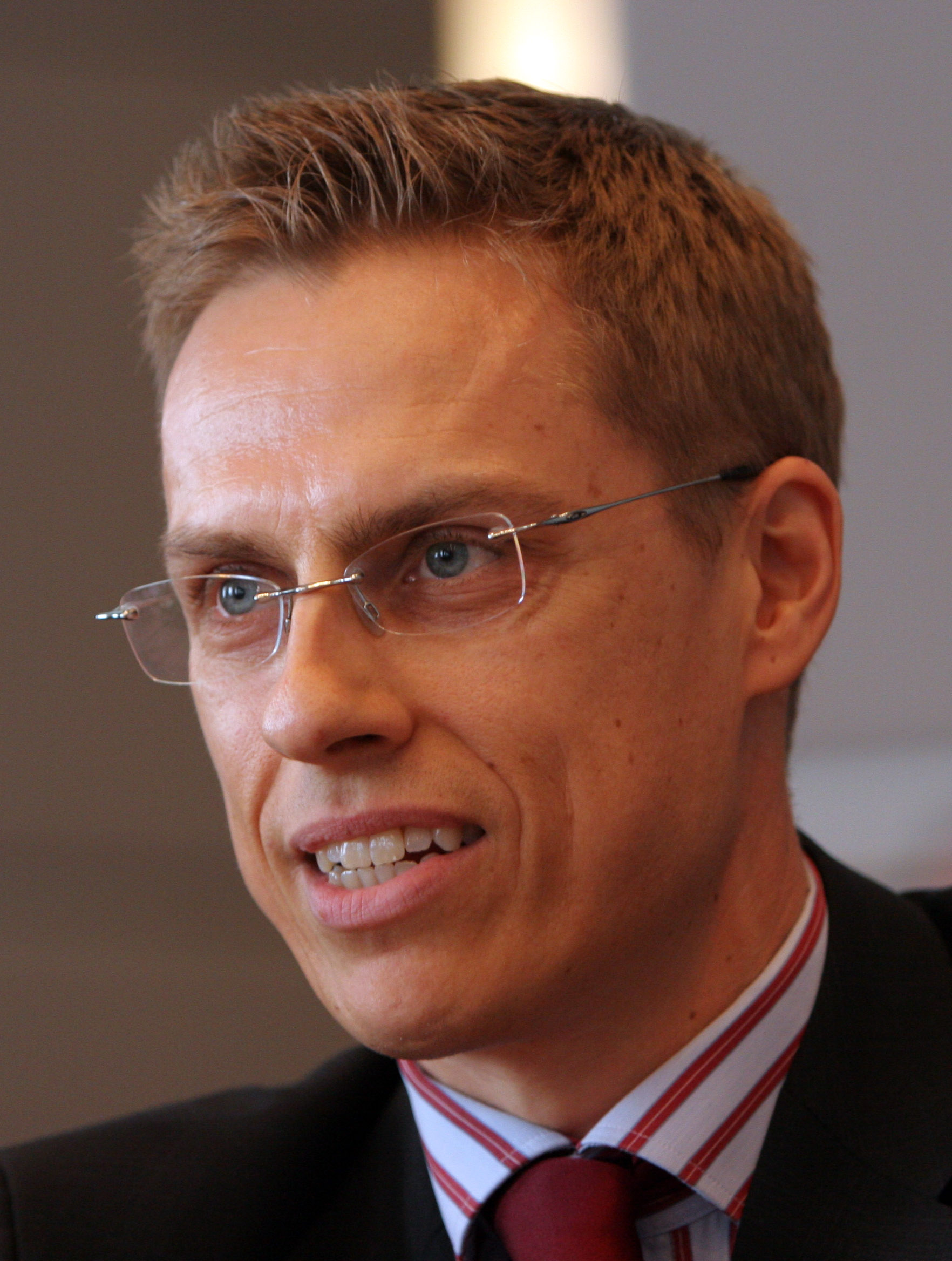
Alexander Stubb, ministre des Finances et ancien Premier ministre de la Finlande, ancien de la promotion Ramon Llull 1994-1995, professeur au Collège.
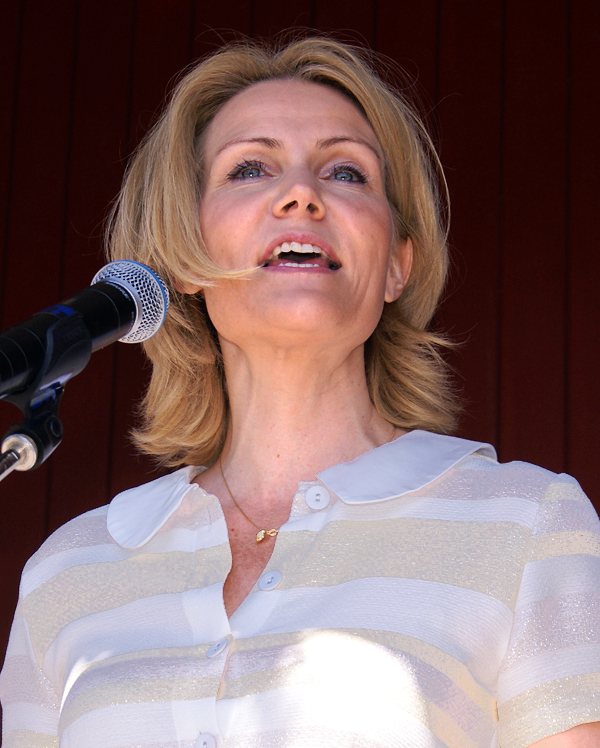
Helle Thorning-Schmidt, ancienne Première ministre danoise (2011-2015), ancienne de la promotion Charles IV du Saint-Empire 1992-1993.
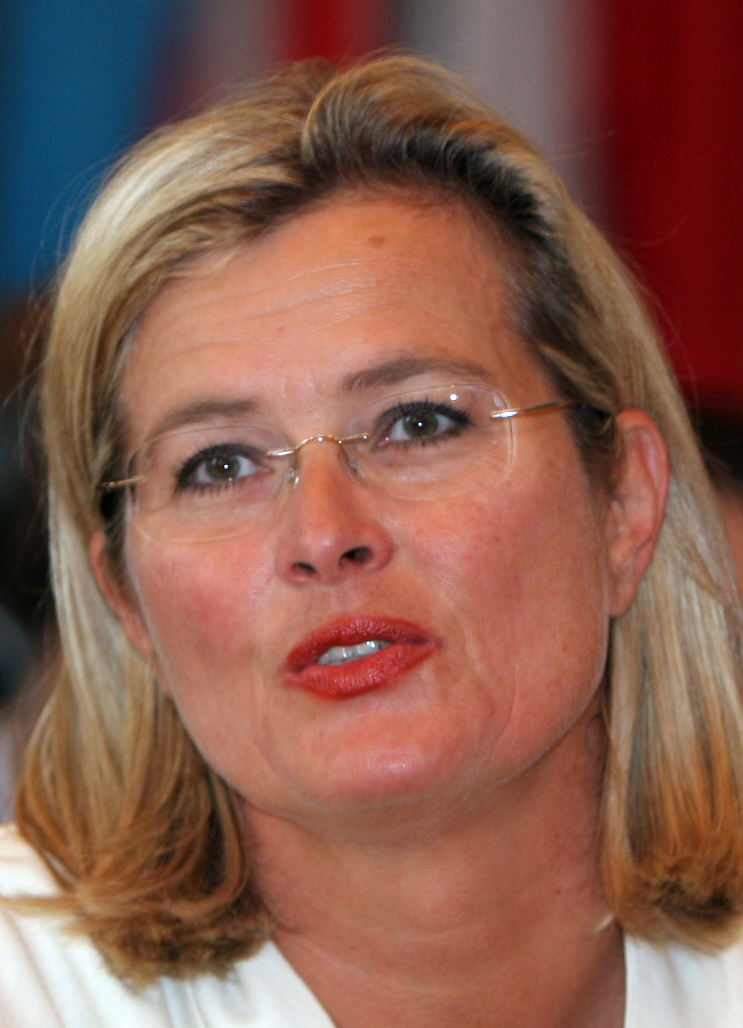
Ursula Plassnik, ancienne ministre des Affaires étrangères de l'Autriche, ancienne de la promotion Salvador de Madariaga 1979-1980.
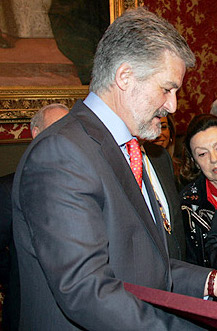
Manuel Marín, ancien président de la Commission européenne et ancien de la promotion Giuseppe Mazzini 1973-1974.

## Controverses

### Controverse relative à l'Arabie saoudite
Le 12 février 2019, le journal EUobserver publie un article indiquant que le Collège d’Europe aurait été payé par le gouvernement saoudien pour organiser des rencontres informelles entre des ambassadeurs saoudiens, des fonctionnaires européens, et des députés du Parlement européen. En dépit du fait que le registre de la transparence de la Commission européenne oblige les institutions universitaires à s’enregistrer si elles « travaillent avec des politiques et activités européennes et sont en lien avec des institutions de l’Union européenne », le Collège d’Europe n’est pas enregistré dans celui-ci. Le même jour, le groupe Verts/ALE du Parlement européen présente une motion de résolution portant sur la situation des défenseurs des droits des femmes en Arabie saoudite, dénonçant la facilitation de rencontres de lobbying entre des officiels saoudiens et des institutions de l'Union européenne par des institutions académiques comme le Collège d’Europe. Le 13 février, l’eurodéputé écossais Alyn Smith écrit à Jörg Monar, le recteur du Collège d’Europe, lui demandant de confirmer que le Collège d’Europe n’avait pas reçu « de contributions financières provenant des autorités saoudiennes » afin d’organiser des rencontres avec des représentants des institutions européennes. Le 20 février, l’eurodéputée néerlandaise Marietje Schaake présente une question écrite à la Commission européenne sur le sujet,. Cette question écrite fait l'objet d'une réponse de la Commission européenne publiée le 17 mai, dans laquelle cette dernière explique ne pas avoir de preuves directes quant aux faits rapportés, ni être en mesure de commenter les sources de revenus du Collège d'Europe au-delà des subventions européennes. D'anciens étudiants du Collège signent également une pétition exigeant que l’établissement cesse d’organiser des rencontres entre des députés européens et des représentants saoudiens.
Dans une lettre adressée au président de la Commission de contrôle budgétaire du Parlement européen Ingeborg Gräßle, Jörg Monar, recteur du Collège d’Europe, confirme l’organisation de formations pour des officiels saoudiens et critique les médias pour avoir rapporté ces rencontres comme étant du lobbying. Le recteur indique notamment que ces réunions n'avaient pas de dimension de lobbying mais cherchaient notamment à montrer aux Saoudiens les raisons pour lesquelles l'Union défendaient certaines valeurs, préférant maintenir les liens de communications à l'isolation pour défendre les valeurs européennes,.
Le site « Inside Arabia Online » estime quant à lui que le lobbying par l’Arabie saoudite ferait partie d’une campagne orchestrée pour éviter l’inclusion du royaume saoudien sur la liste noire de l’Union européenne des pays qui ne combattent pas le financement du terrorisme et le blanchiment d’argent.

### Allégations de harcèlement sexuel et misogynie
Un article du magazine belge francophone Le Vif/L'Express publié le 21 février 2019 fait état de cas de harcèlement sexuel (frotteurisme et attouchements notamment) et de misogynie au sein du Collège d’Europe. Plusieurs étudiants ont, dans cet article, accusé l’administration du Collège et d’autres étudiants de maintenir une omerta sur le sujet. L'article évoque également des cas de comportements inappropriés de la part de membres du corps académique. Contactée par le magazine, l’administration déclare « qu’à quelques reprises par le passé, certains actes d’étudiants ont transgressé les barrières personnelles d’autres étudiants ». Le 5 mars 2019, une ancienne étudiante du Collège d’Europe publie une tribune dans laquelle elle reprend les accusations portées par le magazine le 21 février précédent.
En réaction, le 21 février même, un groupe d’étudiants du Collège d’Europe publie une lettre ouverte relevant des erreurs dans l’article du Vif/L’Express et réclamant un droit de réponse. Le 25 avril 2019, deux associations du Collège d’Europe, la « Student Association for Gender Equality » et « Queeropeans », adressent une lettre ouverte au recteur de l’établissement, saluant les efforts déjà entrepris au sein de l’institution et appelant à la mise en place d’un programme d’envergure afin de prévenir toute forme de harcèlement et de promouvoir un environnement de travail plus sûr.
Les deux campus du Collège d’Europe ont en vigueur des règlementations en la matière, un Code de conduite sur le campus de Bruges et un Code de conduite et une politique de mesures contre la discrimination et le harcèlement sur le campus de Natolin.
De nouvelles accusations sont révélés en 2024 par le magazine Politico. Formulées à l'encontre d'Olivier Costa, alors directeur du département d'études politiques et de gouvernance européennes, elles mènent au renvoi de ce dernier. Il lui est notamment reproché d'avoir fait œuvre de harcèlement sexuel pendant plusieurs années à l'égard d'étudiantes du Collège d'Europe, alors même qu'il avait déjà fait l'objet d'un avertissement disciplinaire pour comportement inapproprié dès 2012.